# Castelhof

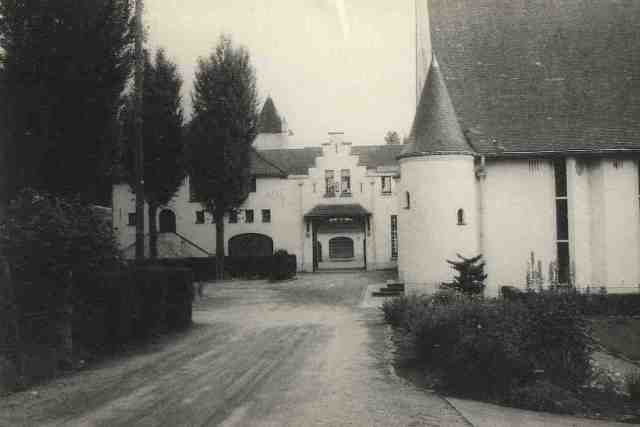
Castelhof

Het Castelhof is een historisch gebouwencomplex in de tot de Vlaams-Brabantse gemeente Dilbeek behorende plaats Sint-Martens-Bodegem, gelegen aan de Molenstraat 102.

## Geschiedenis
Hier lag een motteburcht die de zetel was van de heren van Dongelberg welke ook een deel van Bodegem bezaten. Al in 1590 werd het als een huis van plaisantie (buitenhuis) beschreven. Begin 18e eeuw was de oude structuur met opperhof en neerhof, elk op een eiland binnen een gemeenschappelijke omgrachting, nog aanwezig.
Vanaf 1749 was Castelhof niet langer de zetel van de heerlijkheid. In 1830 was de gracht al drooggelegd en in 1890 werd het neerhof gesloopt en herbouwd als een romantisch-pittoreske boerderij. In 1903 werd het complex verkocht aan de consul van Noorwegen die er een woonhuis, het Noors Huis, liet bouwen. In 1918 was Armand Antoine Wauters eigenaar en hij richtte er een varkenskwekerij en later een schoensmeerfabriek in.
In 1949 werd het complex aangekocht door de Zusters Missionarissen van Onze Lieve Vrouw van Afrika die er een noviciaat en retraitehuis stichtten. In 1951 werd een neogotische kapel gebouwd naar ontwerp van Daniel Lipszyc. Later werd het ook een rusthuis voor oudere zusters en een bezinningshuis, maar in 1998 kwam het aan de gemeente die er het jeugdwerk in onderbracht. De kapel werd onttrokken aan de eredienst en voortaan gebruikt als een zaal voor meerdere toepassingen.

## Gebouwencomplex
Het gebouwencomplex is hoofdzakelijk 20e-eeuws. In de voormalige kapel zijn nog een aantal kerkmeubelen aanwezig die wijzen op het vroegere gebruik als zodanig.